# Червено езеро (Чукотка)
Червеното езеро (на руски: Красное озеро) е голямо сладководно езеро в Азиатската част на Русия, Чукотски автономен окръг. С площ от 458 km² е най-голямото езеро в Чукотския автономен окръг и 24-то по големина в Русия.
Червеното езеро е разположено в долното течение на река Анадир, покрай нейния десен бряг, на 0 m н.в. То заема плитка падина в южната част на Анадирската низина и представлява изоставена старица от старото корито на река Анадир. Въпреки това има редица свидетелства, че формирането на неговата котловина е и в резултат на вулканична дейност, едно от които е червено-кафявите ефузивни скали изграждащи бреговете му, поради което и езерото се нарича Червено. То има форма на леко сплеснат овал с дължина 34 km и ширина до 16 km. От запад е ограничено от Чикаевските възвишения (280 – 390 m), а от изток – от разклоненията на хребета Рариткин (350 – 420 m). Неговите източни брегове са стръмни, а северните и южните – полегати и ниски, изрязани с множество протоци и острови между тях (Мейни-Илир, Чаячий, Заливен и др.). Дъното е неравно, покрито с дебел слой тиня.
Площта на езерото е 458 km², а на водосборния му басейн – 10 100 km². В него се вливат множество реки, по-големи от които са: Березовая (от югозапад), Ламутска (от запад), Кейвилгилвеем и Таляйнин (от юг). Чрез два протока (Бурекуул и Прав) Червеното езеро се съединява с река Анадир. Поради това, че езерото се намира на 0 m, неговите води са подложени на влиянието на приливите от Берингово море, които се изкачват нагоре по реката и навлизат в него. Нивото на водата в езерото, а също скоростта и направлението на водните течения се изменят под влияние на приливите и непостоянните ветрове над него. Езерото се характеризира с чистата си вода и ниска минерализация.
Червеното езеро е богато на риба, а през летния сезон, при отсъствието на ледена покривка в него влизат малки стада от тюлени. Бреговете му са покрити с елхово-кедрови гори. На десния, източен бряг на протока Прав, който свързва езерото с река Анадир е разположено село Краснено. На първите карти за района езерото се е наричало Краснено, което в наречието на старите руски заселници означава място „богато, обилно“.
Цялото езеро, заедно с неговите околности е предвидено да бъдат включени в проектирания резерват с регионално значение „Воден паметник на природата "Червено езеро“ с площ от 111 хил.ха.